# Sammetsblomstersläktet
Sammetsblomstersläktet eller tagetessläktet (Tagetes) är ett släkte bland de korgblommiga växterna. Tagetes kommer ursprungligen ifrån Sydamerika där det finns över 20 olika arter. De är vanliga som odlade prydnadsväxter i trädgårdar och balkonglådor. Ett fåtal arter förekommer även förvildade i Sverige men är mycket sällsynta. Plantorna har pardelade blad, ofta med gula, orange eller gul-orange blommor.
Tagetes innehåller ett ämne som heter lutein och som utvinns och används som livsmedelstillsats för att ge gul kulör, det går då under benämningen E-nummer E 161b.
Om man odlar rosor i samma jord år efter år brukar man förr eller senare råka ut för rostrött jord, vilket i praktiken beror på att man fått rundmaskar (nematoder) i jorden. Dessa kan motverkas genom att man odlar tagetes i samma jord några år, alternativt använder tagetesplantor som underplantering, eftersom tagetes utsöndrar ett ämne som dessa maskar inte tål.
Namnet tagetes är bildat efter den romerske överguden Jupiters sonson Tages, i genitiv Tagetis. Denne Tages stod för skönhet, vilket förklarar blommans namn.

## Bilder

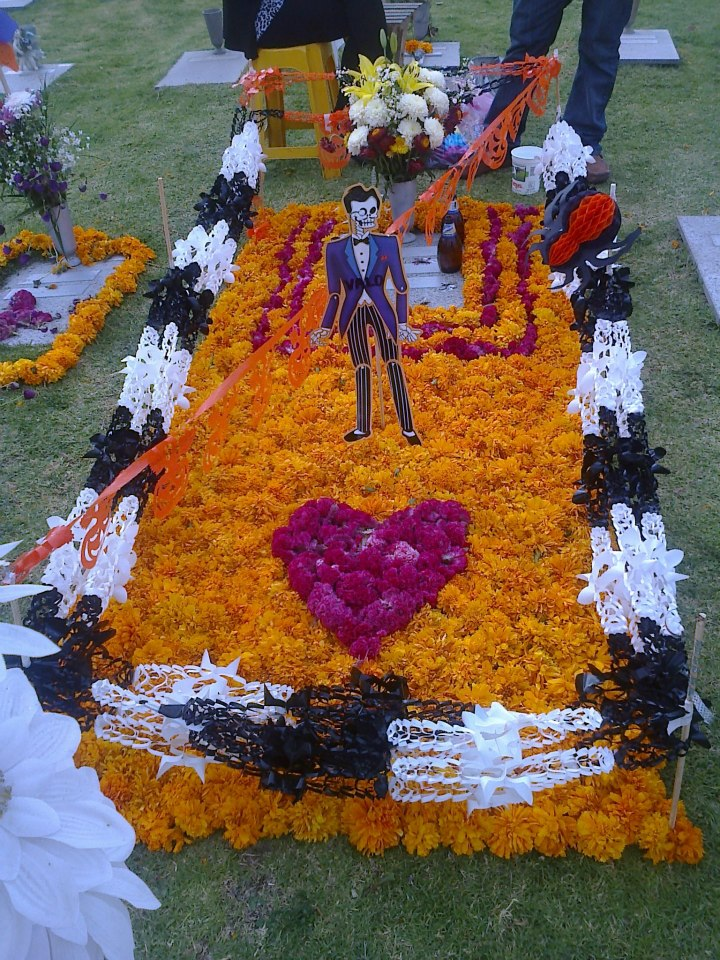
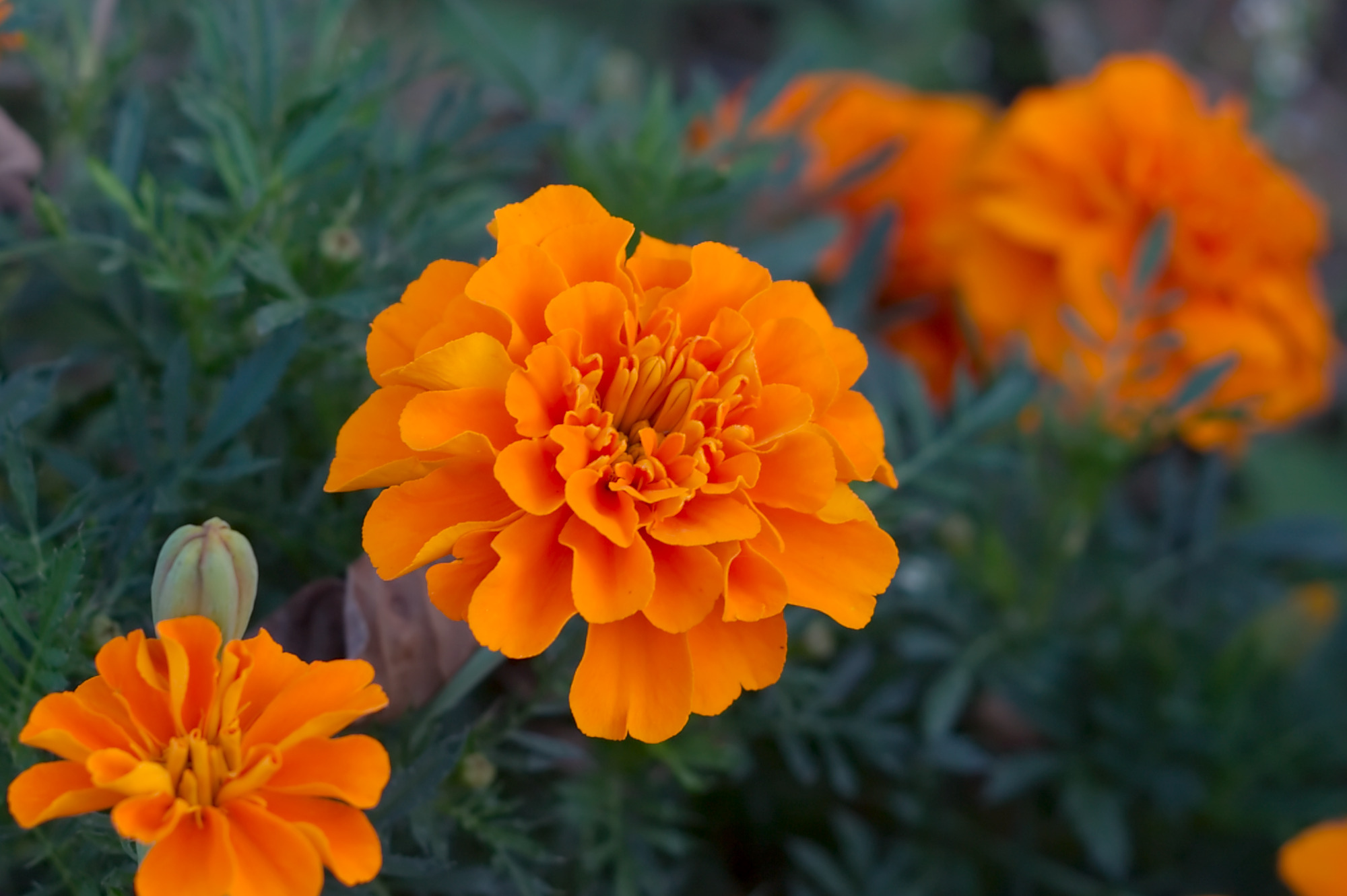
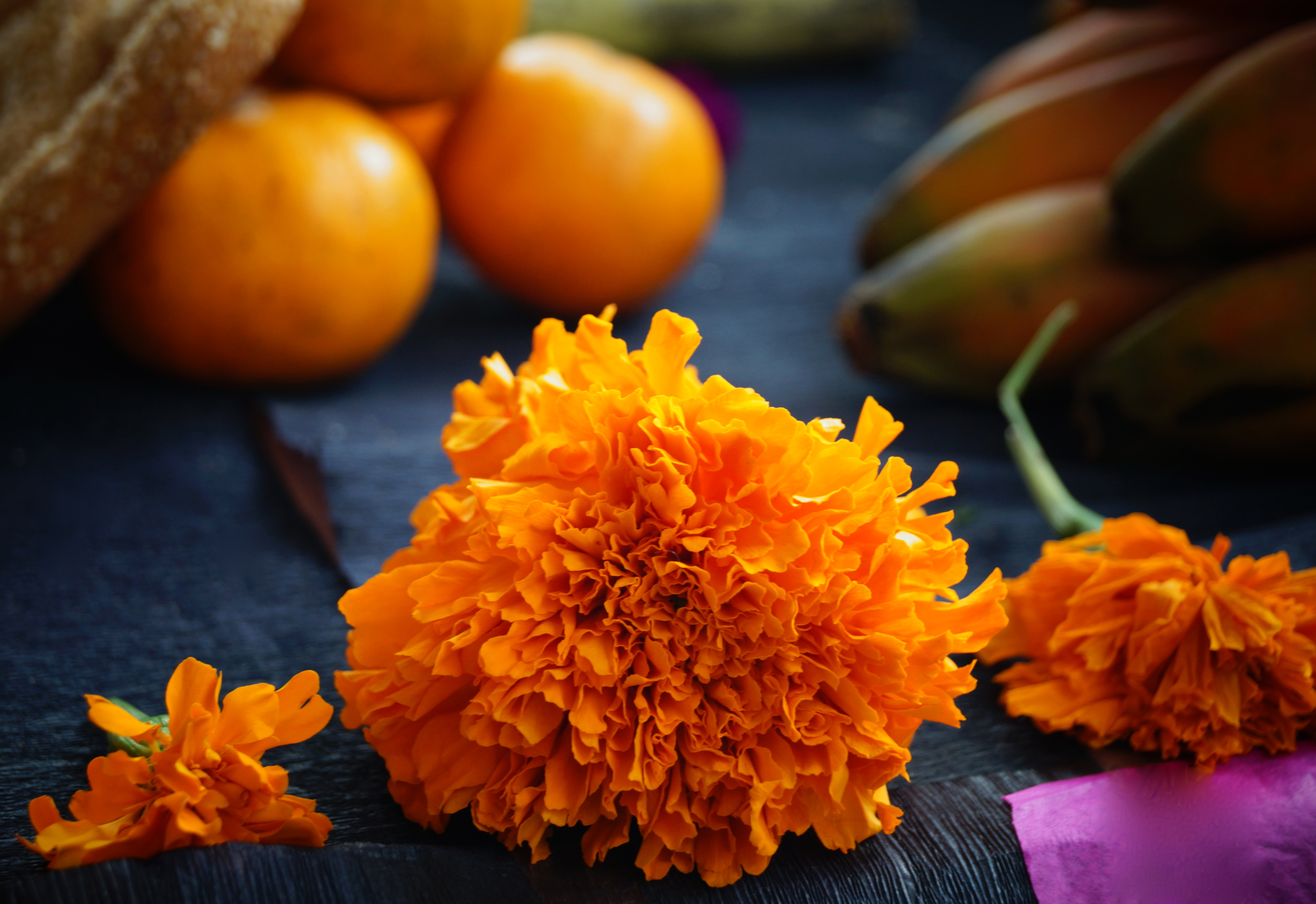
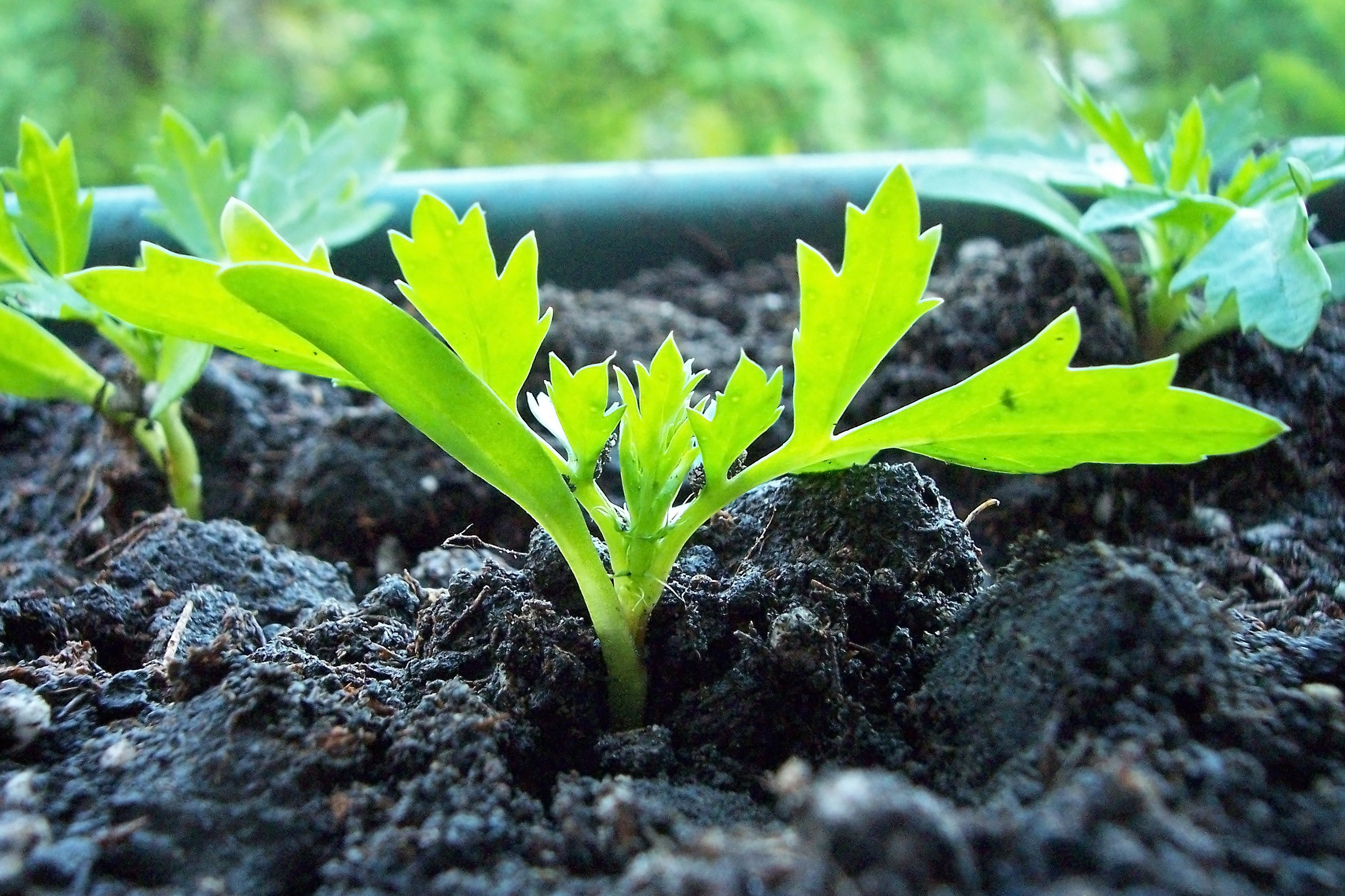
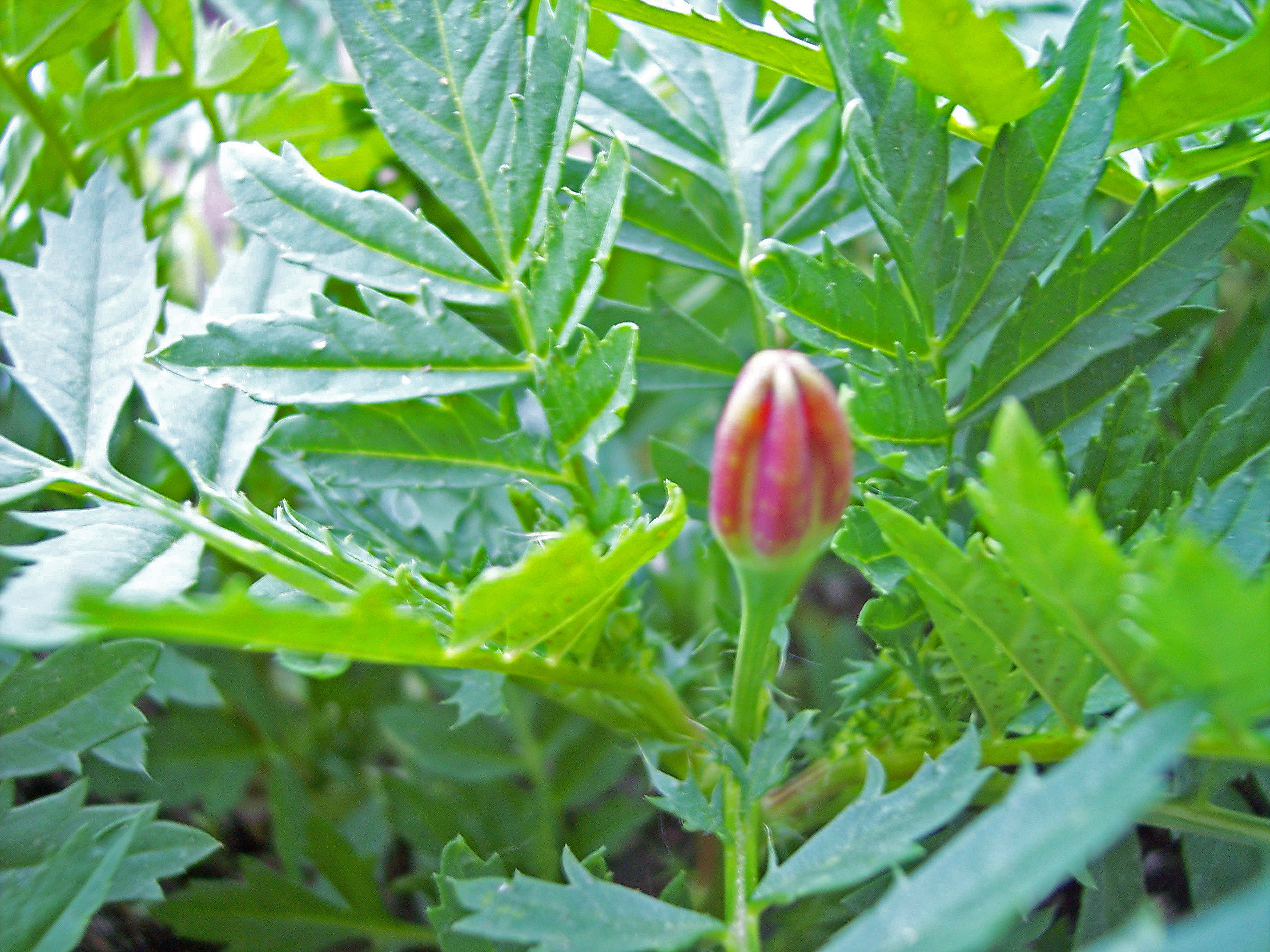
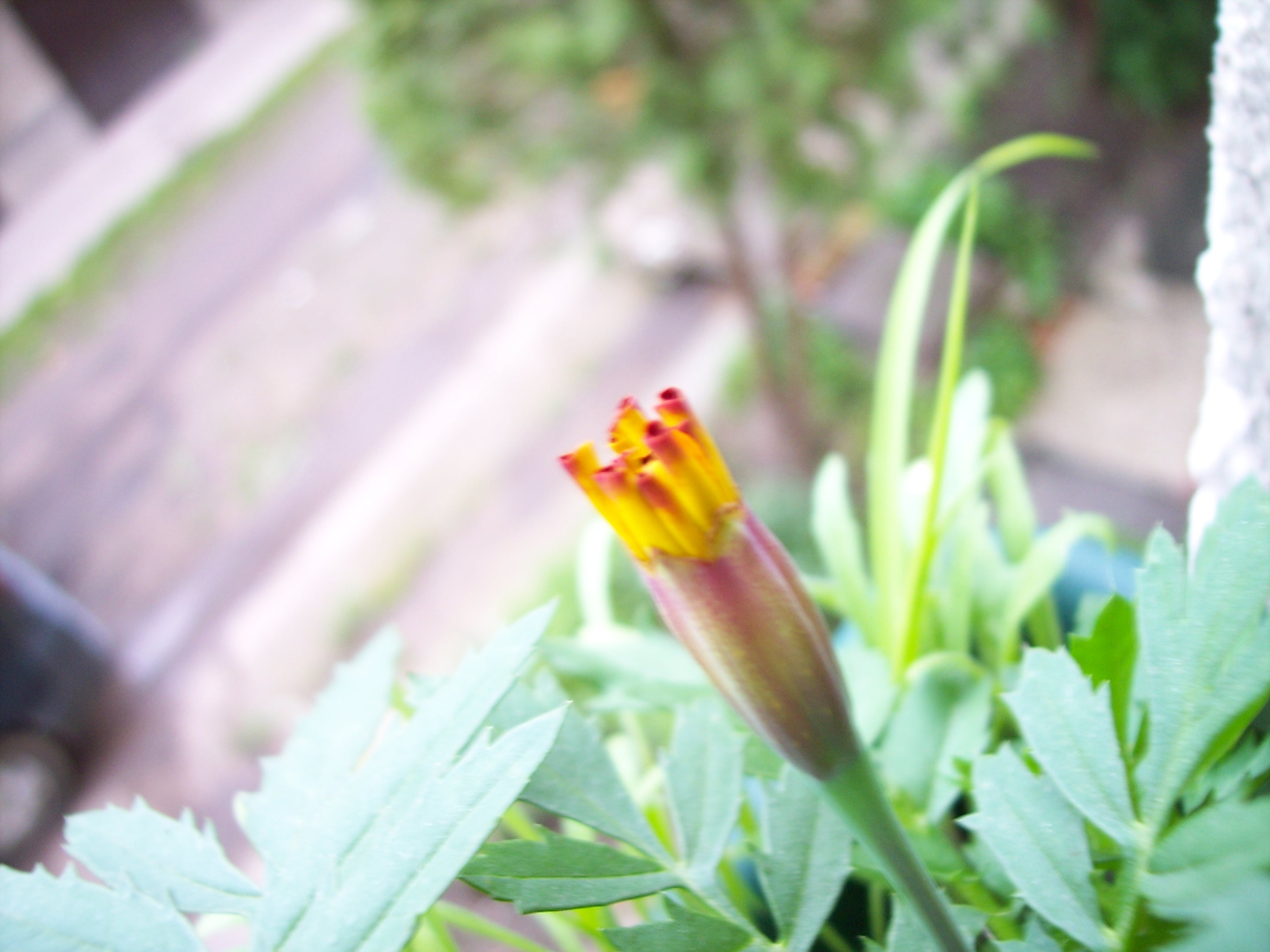

## Dottertaxa till Sammetsblomstersläktet, i alfabetisk ordning[2]
- Tagetes apetala
- Tagetes arenicola
- Tagetes argentina
- Tagetes biflora
- Tagetes campanulata
- Tagetes coronopifolia
- Tagetes daucoides
- Tagetes elliptica
- Tagetes elongata
- Tagetes epapposa
- Tagetes erecta
- Tagetes filifolia
- Tagetes foetidissima
- Tagetes gilletii
- Tagetes hartwegii
- Tagetes iltisiana
- Tagetes inclusa
- Tagetes lacera
- Tagetes laxa
- Tagetes lemmonii
- Tagetes linifolia
- Tagetes lucida
- Tagetes lunulata
- Tagetes mandonii
- Tagetes mendocina
- Tagetes micrantha
- Tagetes microglossa
- Tagetes minima
- Tagetes minuta
- Tagetes moorei
- Tagetes mulleri
- Tagetes multiflora
- Tagetes nelsonii
- Tagetes oaxacana
- Tagetes osteni
- Tagetes palmeri
- Tagetes parryi
- Tagetes patula
- Tagetes perezii
- Tagetes praetermissa
- Tagetes pringlei
- Tagetes pusilla
- Tagetes riojana
- Tagetes rupestris
- Tagetes stenophylla
- Tagetes subulata
- Tagetes subvillosa
- Tagetes tenuifolia
- Tagetes terniflora
- Tagetes triradiata
- Tagetes verticillata
- Tagetes zypaquinensis